# Les Pénitents
Pénitents des Mées, rochers des Mées
Les Pénitents, Pénitents des Mées ou rochers des Mées sont une falaise située dans les Alpes françaises, dominant la vallée de la Durance et le village des Mées, dans le département des Alpes de Haute-Provence.

## Situation
Ce site est situé à l'une des entrées de la Réserve naturelle géologique de Haute-Provence.

## Description
Les rochers ont été formés par érosion de matériaux composés de galets cimentés appelés poudingues. Les falaises ont pris des formes coniques pouvant faire penser à un alignement de personnages en robe de bure, d'où le toponyme. Le site héberge une flore et une faune diversifiées dont certaines espèces sont protégées comme la molinie tardive et le hibou grand-duc.

## Légende
Les particularités géologiques de la falaise ont nourri l'imagination des habitants de la vallée. En effet, cette forme ogivale, directement taillée dans la pierre, apparaissant comme un morceau de passé figé dans le massif, serait d'origine mystique. 
L'une des plus principales légendes entourant ces rochers trouve son origine au Moyen Âge. Après voir battu les Sarrasins, le comte Raimbaud aurait ainsi rapporté des croisades sept de leurs plus belles femmes afin de les conduire en son château, mais menacé d’excommunication, il aurait été contraint de les relâcher et de les livrer à un monastère près d’Arles. Les moines de la montagne de Lure auraient alors été chargés de les accompagner jusqu'à la Durance où une embarcation devait les accueillir. 
Afin de ne pas succomber au désir, les moines portaient de vastes capuchons rabattus sur leur visage. Selon la légende, le diable aurait alors fait souffler un vent si violent que les capuchons se soulevèrent au passage des belles Sarrasines, permettant aux moines de les admirer. Aussitôt, le tonnerre les frappa et les transforma en long cortège de pierre. 
Ces pointes de rocs seraient les capuchons de ces moines, qui auraient été punis pour avoir posé les yeux sur des jeunes femmes qu'ils devaient escorter.
La haie de moines devint pierre et le seul élément qui a échappé à cette transformation est la croix en bois, que l'un d'eux portait autour du cou. Celle-ci est d'ailleurs toujours visible, piégée dans le temps. 
Enfin, il est dit que lorsque miséricorde sera accordée, le temps reprendra ses droits et les moines, sous leurs capuchons de pierre, redeviendraient poussières, entraînant avec eux ce flanc de montagne si particulier.

## Éboulement
Le 2 décembre 2019, l'un des Pénitents s'effondre,. Selon la préfecture, qui met en avant les conditions météorologiques très défavorables des jours précédents, une partie du terrain est devenu instable. L'incident est survenu vers 16 h 15 faisant au moins deux blessés et a provoqué la destruction de trois maisons et deux autres sont partiellement détruites. Une importante rupture de gaz et d'électricité a été provoquée par l'éboulement. La préfecture évoque une cinquantaine de sapeurs-pompiers mobilisés avec des maîtres-chiens. Les opérations de secours sont menées en concertation avec les services de RTM (restauration des terrains en montagne) ainsi que les équipes de GRDF et d'Enedis.

## Galerie

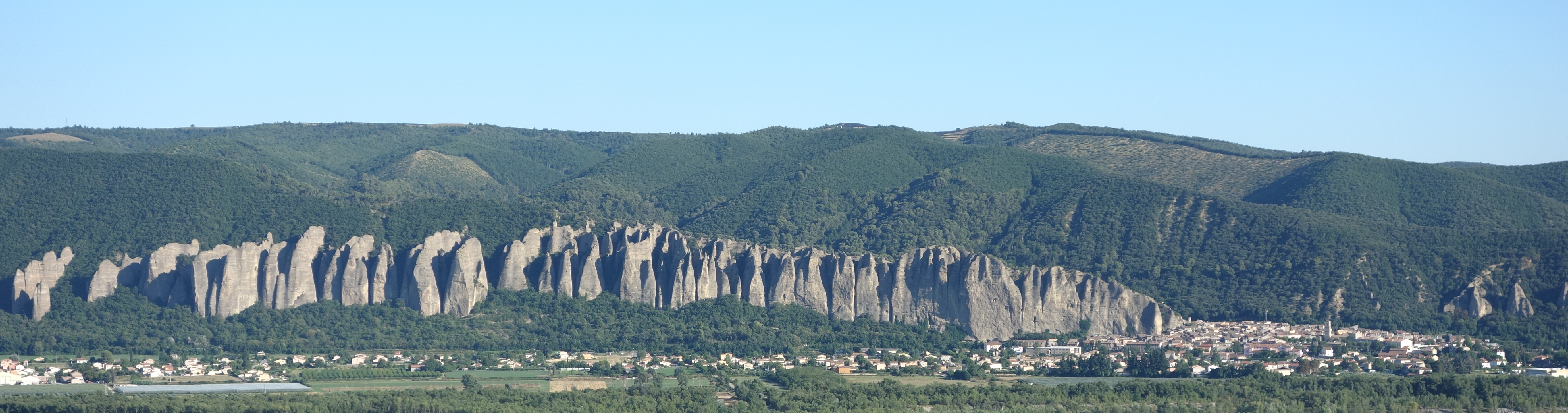
Vue panoramique des Pénitents et des Mées
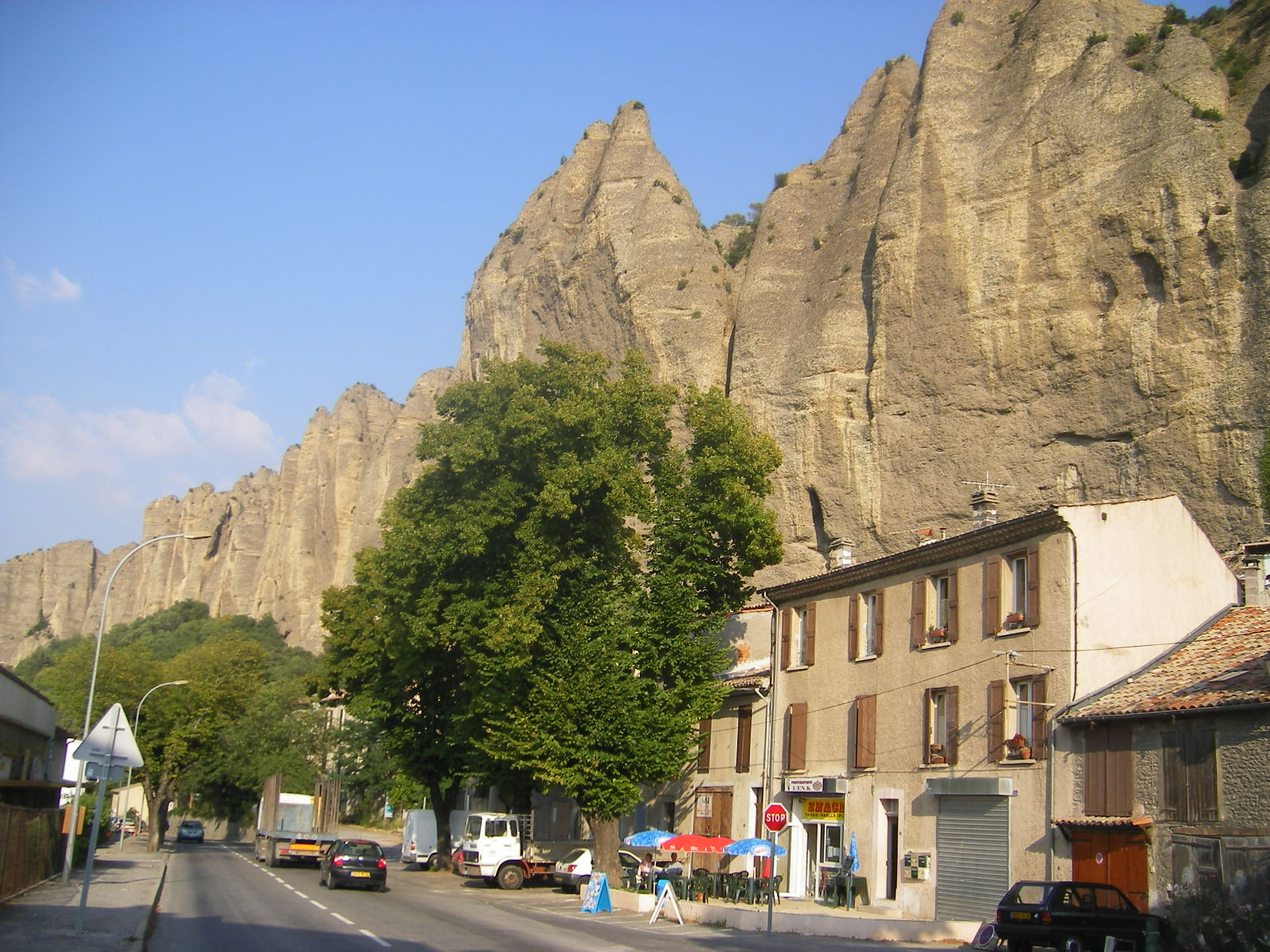
Les Pénitents depuis le village des Mées
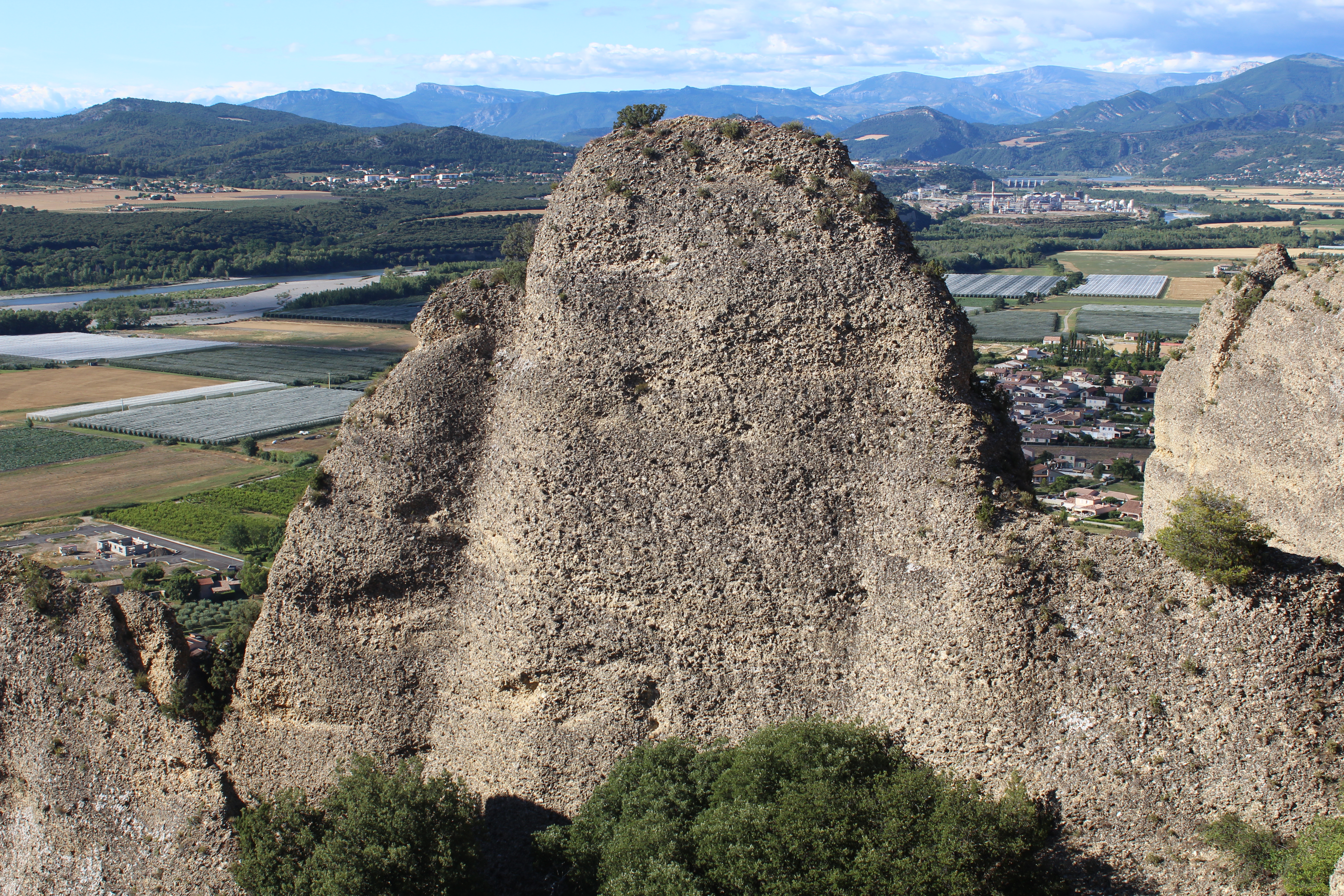
Vue rapprochée du poudingue des Pénitents avec la vallée de la Durance en arrière-plan